# Медведка (приток Москвы)
Медве́дка — река в муниципальном округе Егорьевск и Воскресенском районе Московской области России, левый приток Москвы-реки. В верховьях реки расположены фосфоритные карьеры. 
Приток — река Берёзовка. Правый приток — речка Молчанка.
Длина — 23 километра (по другим данным — 21 километр), площадь водосборного бассейна — 121 км². Равнинного типа. Питание преимущественно снеговое. Замерзает обычно в середине ноября, вскрывается в середине апреля:7—8. Из-за фосфоритных карьеров река менее популярна у туристов.